# Tioughza
Tioughza (franska: Tioughza (CR), Tioughza (Commune Rurale), arabiska: تنكرفا) är en kommun i Marocko.   Den ligger i provinsen Sidi Ifni och regionen Guelmim-Oued Noun, 600 km sydväst om huvudstaden Rabat. Antalet invånare är 12 210.